# Перу на летних Олимпийских играх 1956
Перу принимала участие в Летних Олимпийских играх 1956 года в Мельбурне (Австралия) в третий раз за свою историю, пропустив Летние Олимпийские игры 1952 года, но не завоевала ни одной медали. 

## Результаты соревнований

### Стрельба
| Соревнование                           | Спортсмены           | Финал     | Финал |
| Соревнование                           | Спортсмены           | Результат | Место |
| -------------------------------------- | -------------------- | --------- | ----- |
| скорострельный пистолет, 25 метров     | Гильермо Корнехо     | 560       | 17    |
| скорострельный пистолет, 25 метров     | Армандо Лопес-Торрес | 540       | 26    |
| пистолет, 50 метров                    | Антонио Вита         | 519       | 22    |
| пистолет, 50 метров                    | Франсиско Отайса     | 503       | 29    |
| винтовка из трёх положений, 300 метров | Рубен Вальдес        | 1044      | 12    |
| винтовка из трёх положений, 300 метров | Гильермо Балдуин     | 1040      | 14    |
| винтовка из трёх положений, 50 метров  | Оскар Касерес        | 1135      | 25    |
| винтовка из трёх положений, 50 метров  | Луис Кокис           | 1124      | 29    |
| винтовка лёжа, 50 метров               | Оскар Касерес        | 594       | 21    |
| винтовка лёжа, 50 метров               | Луис Кокис           | 593       | 28    |